# Óvári Ferenc (ügyvéd)
Óvári Ferenc (Veszprém, 1858. május 3. – Veszprém, 1938. március 11.) ügyvéd, a Balatoni Szövetség alapítója.

## Iskolái
Az általános iskolát Veszprémben végezte, majd középiskolai tanulmányait Székesfehérváron folytatta. A Budapesti Egyetemen 1882-ben avatták jogi doktorrá, miután katonaévét (szintén Budapesten) letöltötte.

## Élete
1884 elején nyitotta meg saját ügyvédi irodáját Veszprémben és még ebben az évben a város tiszteletbeli tiszti ügyésze lett, valamint pénztárosa, majd 1889-ben elnöke lett a Szabadelvű Párt helyi szervezetének. A tűzrendészet, fürdőügy és gyermekvédelem tanulmányozása céljából sokat utazott külföldre. Az 1892-es választásokon a nagyvázsonyi körzetben indult és nyert országgyűlési mandátumot. Az 1896-os és az 1901-es választásokon is ugyanott lett képviselő. A Szabadelvű Párt gyors erodálódása során 1903-ban a Széll-kormány politikája elleni tiltakozásul Óvári is kilépett a pártból és lemondott mandátumáról, a helyére kiírt időközi választáson azonban elindult és már mint pártonkívüli meg is nyerte azt. Az 1905-ös választásokon már a Bánffy Dezső-féle Új Párt jelöltjeként nyert, melynek még alakulásakor egyik alelnöke is lett.
Az Új Párt feloszlásakor a Függetlenségi és Negyvennyolcas Párthoz csatlakozott. Az 1906-os választásokon nem jutott mandátumhoz. A függetlenségi párt szakadásakor a „Justh-párthoz” csatlakozott, az 1910-es választásokon már ennek a színeiben nyert, régi kerülete helyett ezúttal Veszprémben. A függetlenségi pártok újraegyesülésekor Óvári is újra csatlakozott az anyapárthoz. A parlamentben már 1893-tól szorgalmazta a Balaton északi partján egy vasúti pálya kiépítését; tevékeny előmozdítója volt több szakasz (például a Alsóörs–Veszprém-vasútvonal) megépítésének is.
Az első világháborút követő összeomlás során eltávolodott a nagypolitikától, de helyi szinten aktív maradt. 1927-ben az újjászervezett felsőház tagja lett.
A Magyar Országos Tűzoltószövetség alelnöke is volt, számos tűzoltó-egyesületet szervezett. Nagy része volt Veszprém rendezésében és kultúrintézményeinek megteremtésében. Megalapította a Balatoni Szövetséget, melynek ügyvezető alelnöke s közlönyének szerkesztője is volt. Elnöke volt még a Veszprémi Takarékpénztárnak, valamint tagja volt a Pénzintézeti Központ választmányának is, valamint egyéb közhasznú egyesületek munkájában is aktív szerepet vállalt.

## Emlékezete

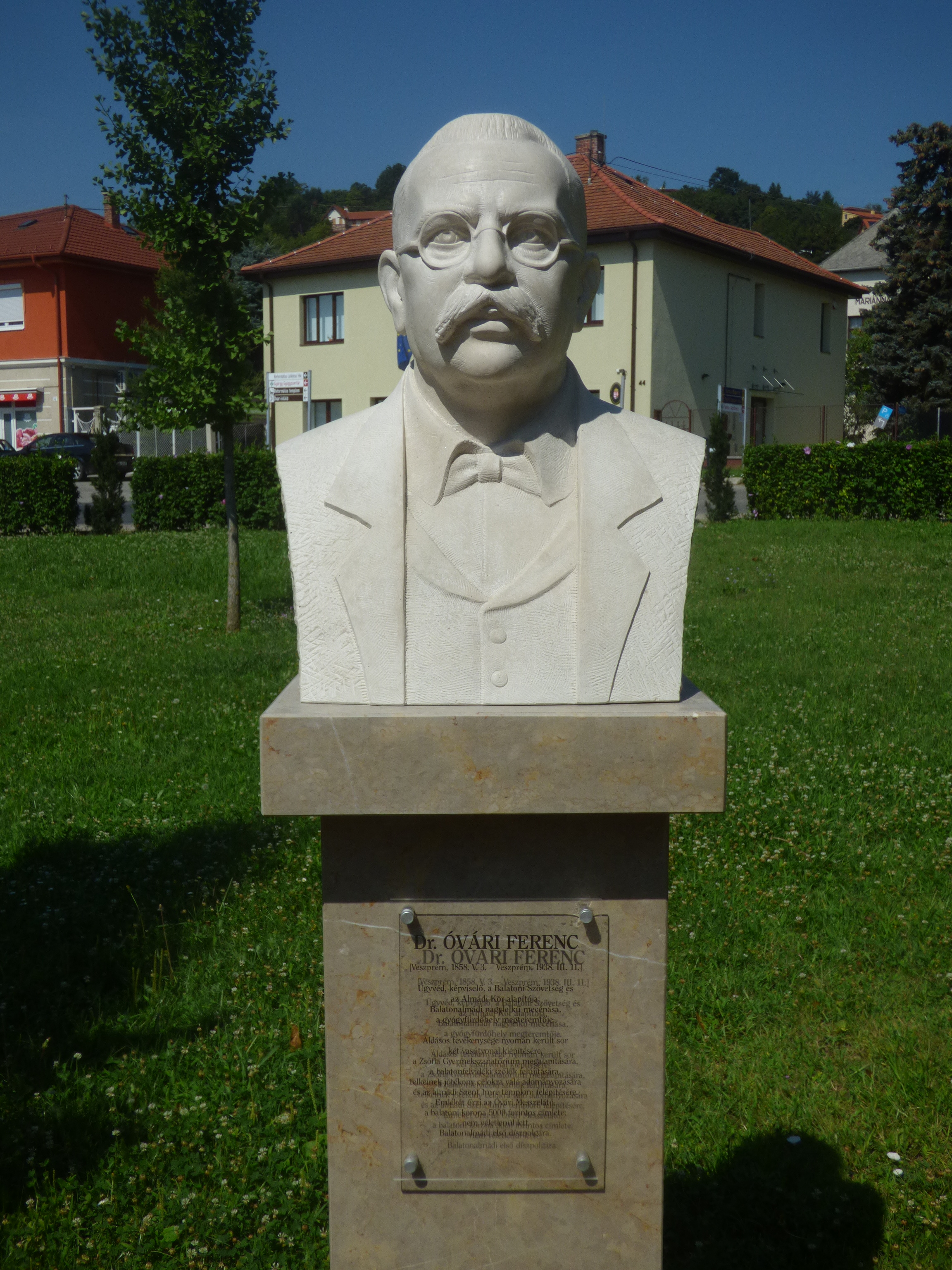
Óvári Ferenc szobra Balatonalmádiban

Veszprémben még életében az egyik fontos belvárosi utcát nevezték el róla, mely ma is viseli a nevét. Hasonlóképp több más (többnyire Balaton-menti) településen is utca viseli a nevét, ezek többségének díszpolgára is. A Balatonalmádi Öreg-hegy tetején található Óvári-kilátó is róla kapta a nevét. A balatoni korona elnevezésű készpénzt helyettesítő utalvány (helyi pénz) 5000-es címletét arcképe díszíti.

## Irodalmi tevékenysége
Széles körű irodalmi tevékenységet folytatott. A tűzrendészetről háromkötetes, a Balatonról kétkötetes, a balneologiáról pedig egykötetes könyvet írt.